# Sub-bacia do rio Brígida
A sub-bacia do rio Brígida é uma bacia hidrográfica localizada na Mesorregião do Sertão Pernambucano, no Brasil. Localiza-se entre as coordenadas 7° 30' a 9° 00' de latitude Sul e 39° 30' a 41° 00' de longitude oeste. O Rio Brígida nasce na Chapada do Araripe no município de Exu (Pernambuco) e desagua no rio São Francisco. Sua bacia banha uma área de 14.366 km² ao longo de uma extensão de 160 km.

## Afluentes
Os principais afluentes são os riachos Tabocas, Alecrim, do Gentil, da Volta e São Pedro, pela margem direita, e os riachos dos Cavalos, Salgueiro, do Cedro e Carnaúba pela margem esquerda.
O riacho São Pedro é o maior tributário com 160 km de extensão.

## Limites
A bacia do rio Brígida limita-se ao norte com os Estados do Ceará e Piauí e com o grupo de bacias de pequenos rios interiores 9, ao sul com a sub-bacia do rio das Garças e com o grupo de bacias de pequenos rios interiores 6 - GI6 (UP25), a leste com a sub-bacia do rio Terra Nova e o grupo de bacias de pequenos rios interiores 5, e a oeste com o Estado do Piauí.

## Municípios da bacia
A Bacia possui um total de 15 municípios, dentre os quais oito estão totalmente inseridos na bacia: Araripina, Exu, Bodocó, Granito, Ipubi, Moreilândia, Ouricuri e Trindade. Os outros municípios são: Cabrobó, Orocó, Parnamirim, Santa Maria da Boa Vista, Santa Cruz, Santa Filomena e Serrita.

## Características físicas
A sub-bacia do rio Brígida está na unidade geoambiental da depressão Sertaneja-São Francisco. O clima na região abrangida pela bacia é semi-árido (BSwh’), com vegetação de caatinga. Os solos são arenosos e areno-argilosos do tipo Latossolos Vermelho-Amarelo Distrófico.
As principais atividades econômicas desta região são a pecuária, com predominância da caprinocultura, a agricultura de sequeiro. Há também agricultura irrigada em alguns trechos.